# Stefan Kołaczkowski
Stefan Kołaczkowski (ur. 17 lipca 1887 w Ujarzyńcach na Podolu, zm. 16 lutego 1940 w Krakowie) – polski historyk literatury, krytyk i publicysta.

## Życiorys
Urodził się w Ujarzyńcach na Podolu. Jego ojciec był agronomem i dzierżawcą majątku. Rozpoczął naukę w szkole realnej w Warszawie, którą jednak musiał przerwać z powodu długotrwałej choroby. Następnie w 1905 został wydalony ze szkoły za udział w strajku szkolnym. Ostatecznie maturę zdał eksternistyczne w Kaliszu. W latach 1909–1911 zdobywał wykształcenie filozoficzno-estetyczne i psychologiczne na uniwersytetach w Lipsku, Berlinie, Fryburgu Bryzgowijskim. Od 1912 studiował u Aleksandra Brücknera w Berlinie literaturę polską.
W 1912 debiutował recenzjami w „Nowej Gazecie”. W 1914 uzyskał doktorat na Uniwersytecie Jagiellońskim rozprawą Estetyka Józefa Kremera. W latach 1914–1924 pracował jako nauczyciel w gimnazjach w Warszawie. W tym czasie prowadził też działalność publicystyczną i naukową, publikując m.in. w czasopismach „Rydwan” (1919) i „Naród” (1920-1921). W latach 1922–1923 redagował „Przegląd Warszawski”, zaś w latach 1934–1938 założony przez siebie kwartalnik „Marchołt”. Pisywał też do „Wiadomości Literackich” (1925–1928) i „Drogi”. Habilitację uzyskał w 1928, zaś od 1933 był na Uniwersytecie Jagiellońskim profesorem literatury polskiej.
Po wybuchu II wojny światowej został aresztowany wraz z innymi naukowcami, a następnie wywieziony do obozu koncentracyjnego Sachsenhausen. Zmarł z powodu ciężkiej choroby po uwolnieniu z obozu i powrocie do Krakowa. Został pochowany na cmentarzu Rakowickim w Krakowie.

## Działalność
Jego działalność intelektualna stała na pograniczu krytyki i nauki. Reprezentował tendencje antypozytywistyczne, zbliżając się do metod zaczerpniętych z neoidealizmu niemieckiego, m.in. Diltheya. Odwoływał się także to myśli Stanisława Brzozowskiego i personalizmu. Z tych powodów nie unikał swobody metodologicznej i nieostrych pojęć, odchodząc częściowo od ścisłego rygoru naukowego, dbając jednak o wewnętrzną spójność i konsekwencję.
Propagował ideę uniwersytetów ludowych oraz wspierał twórczość chłopską, widząc w tej warstwie siłę i nadzieję na odnowę kultury. Krytycznie odnosił się do twórczości uznanej przez siebie za pretensjonalną (Zofia Nałkowska) lub wątłą duchowo (Jarosław Iwaszkiewicz). Był zaangażowany w spory polemiczne, np. w związku ze Wstępem do badań nad dziełem literackim Manfreda Kridla.
W 1968 Stanisław Pigoń wydał Pisma wybrane Stefana Kołaczkowskiego (studia o romantykach, modernistach i literaturze międzywojennej).

## Ważniejsze prace
- Estetyka Józefa Kremera (1914)
- Stanisław Wyspiański. Rzecz o tragediach i tragizmie (1922)
- Twórczość Jana Kasprowicza (1924)
- Dwa studja : Fredro, Norwid (1934)[2]